# Museo etnografico regionale di Plovdiv
Il museo etnografico regionale in bulgaro Регионален етнографски музей?, si trova a Plovdiv in un ricco palazzo del 1847 nel tipico stile della rinascenza bulgara, tra i più belli della città, dove accoglie nei suoi due piani, con soffitti lignei intagliati, una ricca collezione etnografica costituita da materiale proveniente dalla regione di Plovdiv. Oltre alle sezioni relative agli antichi mestieri e ai costumi tradizionali, si segnala la sala con gli strumenti musicali. Di valore la collezione di oggetti in rame stagnato e i gioielli.